# هوجو موریتوکی
هوجو موریتوکی (به ژاپنی: 北条 守時 Hōjō Moritoki) آکاهاشی موریتوکی; 1295 – ۳۰ ژوئن ۱۳۳۳) شانزدهمین شیکن در شوگون‌سالاری کاماکورا اهل ژاپن بود. خواهر کوچکتر او آکاهاشی توشی همسر نخستین شوگون از شوگون‌سالاری آشیکاگا، آشیکاگا تاکائوجی بود.
در ماه مه ۱۳۳۳، آشیکاگا تاکائوجی، از ملازمان اصلی خاندان هوجو که از طریق ازدواج با خواهر هوجو موریتوکی با یکدیگر ارتباط خانوادگی داشتند، علیه شوگون سالاری کاماکورا در کیوتو، جایی که در سفر بود، شورش کرد و به روکوهارا تاندای حمله کرد.
خواهر کوچک‌ترش نوریکو و برادرزاده‌اش «سنجوومارو» (بعدها آشیکاگا یوشی‌آکیرا) نیز از کاماکورا فرار کردند و موقعیت موریتوکی در شوگون سالاری بدتر شد و هوجو تاکاتوکی دستور داد تا او را مهار کنند.